# 피아세치노군

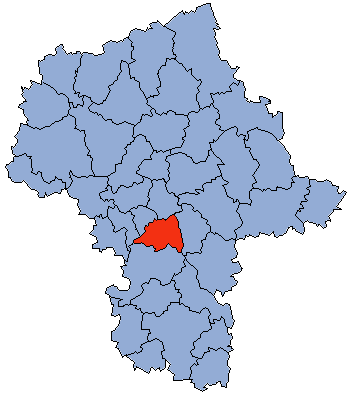
마조프셰주 지도에 표시된 피아세치노군의 위치

피아세치노군(폴란드어: powiat piaseczyński)은 폴란드 마조프셰주에 위치한 군으로 군청 소재지는 피아세치노이며 면적은 621.04km2, 인구는 186,460명(2019년 기준), 인구 밀도는 300명/km2이다.
북쪽으로는 바르샤바시, 동쪽으로는 오트보츠크군, 남쪽으로는 그루예츠군, 서쪽으로는 그로지스크군, 북서쪽으로는 프루슈쿠프군과 접한다. 6개 지방 자치체(4개 도시형 농촌, 2개 농촌)를 관할한다.

군기
군 문장